# Idaea exilaria
Idaea exilaria är en fjärilsart som beskrevs av Achille Guenée 1858. Idaea exilaria ingår i släktet Idaea och familjen mätare. Inga underarter finns listade i Catalogue of Life.